# Bratova
Bratova – wieś w Rumunii, w okręgu Caraș-Severin, w gminie Târnova. W 2011 roku liczyła 47 mieszkańców. 